# Гектор (пацюк)
Гектор (фр. Hector) — лабораторний пацюк-космонавт, перша тварина запущена Францією в космос на орбіту Землі.

## Ідея запуску
Щоб дослідити поведінку ссавців у космосі, французькі вчені вирішили запускати щурів. Для цього вчені використали лабораторних пацюків лінії Вістар, адже вони ідеально підходили для експерименту. Було обрано 47 особин для проходження підготовки. Першим таким космонавтом став пацюк Гектор.

## Підготовка до польоту
Щоб запустити Гектора в космос, вчені тренували його на центрифузі. У підготовку також входило підвішування за хвіст в спеціальних знерухомлюючих контейнерах. Також вмикалися звукові підсилювачі, які імітували рев злітаючої ракети. В голову пацюка було введено електроди. Щоб Гектор в космосі почувався добре, для нього зшили спеціальний костюм. Згодом пацюка закріпили в металевому каркасі. А пізніше його помістили до ракети.

## Запуск, політ та посадка
22 лютого 1961 року о 8:00 Гектора запустили на метеорологічній ракеті Вероніка AGI24 із космодрому Хаммагір (фр. Hammaguir), стартовий комплекс Блендін (фр. Blandine). Політ планувався 20 лютого, але не вдався через вибух. Політ тривав 8 хвилин 10 секунд. Ракета піднялася на висоту 111 км, що було менше половини запланованого. В польоті спостерігалося певне обертання ракети та хитавиця; але пристрої, що записували дані, працювали нормально. Згодом капсула з Гектором успішно приземлилась на Землю. Через 40 хвилин її знайшли науковці. Щур був живий і почувався добре.

## Подальша доля
Після успішного польоту Гектора перевезли в лабораторію в Парижі. Там за щуром спостерігали до 30 червня. Про Гектора писали в газетах, він став сенсацією. Це була перша тварина, успішно запущена в космос Францією. Через 6 місяців Гектора приспали для розтину. Опудало Гектора зберігається в одному з музеїв Парижу (Musée du Service de Santé des Armées). Це випробування було призначене для оцінки впливу невагомості на тварин, щоб підготувати людину до подорожей в космосі.

## Гектор в мультфільмах
Імʼя щура Гектора використовується в назві серії мультфільмів «Гектор — космічний щур».

## Інші французькі щури-космонавти

### Кастор
15 жовтня 1962 року о 9:39 відбувся запуск ракети Véronique AGI37. На борту був пацюк Кастор (фр. Castor) (в деяких джерелах — Beaver). Було досягнуто висоти 120,7 км. В перші 3 хвилини польоту зв'язок з ракетою був нормальним, але потім обірвався. Капсулу зі щуром знайшли через 75 хвилин після запуску, Кастор був мертвий. Причиною смерті стало перегрівання, оскільки капсула лежала серед пустелі, піддаючись впливу значного сонячного випромінювання. Вважається, що пацюк пробув у стані невагомості 6 хвилин.

### Поллукс
Ракета Véronique AGI36, на борту якої був щур Поллукс (фр. Pollux), стартувала 18 жовтня 1962 року о 9:31. Через технічні неполадки траєкторія польоту відхилилась від розрахованої. За показами приладів, було досягнуто висоти 111 км. Зв'язок з ракетою було втрачено через 135 секунд після запуску. Два пошукові вертольоти не змогли знайти капсулу з Поллуксом. Через збій траєкторії польоту ракети щур міг і не потрапити у стан невагомості.